# Svetovni pokal v smučarskih skokih 2019
Svetovni pokal v smučarskih skokih 2018/19 je bila štirideseta sezona svetovnega pokala v smučarskih skokih za moške, uradno dvaindvajseta sezona svetovnega pokala v smučarskih poletih in osma sezona za ženske. Sezona se je začela 17. novembra 2018 v Kuusamu/Ruki in se končala 24. marca 2019 v Planici.
Na kongresu mednarodne smučarske zveze jeseni 2018 v Zürichu so predstavili nova pravila: za nastop na tekmi poletov bo od te sezone naprej zadostovala že ena točka kontinentalnega pokala in ne bo več potrebna ena točka svetovnega pokala ali poletnega Grand Prix tekmovanja. Odslej bodo zmagovalci kvalifikacij na srednjih in velikih skakalnicah prejeli 3,000 švicarskih frankov, zmagovalci kvalifikacij v poletih pa 5,000 švicarskih frankov.

## Koledar

### Moški
| Šte.                                                              | Sezona                                                            | Datum                                                             | Kraj                                                              | Skakalnica                                                        | Tekma                                                             | Zmagovalec                                                                                         | Drugi                                                                                              | Tretji                                                                                             | Rumena majica                                                                                      | Ref.                                                                                               |
| ----------------------------------------------------------------- | ----------------------------------------------------------------- | ----------------------------------------------------------------- | ----------------------------------------------------------------- | ----------------------------------------------------------------- | ----------------------------------------------------------------- | -------------------------------------------------------------------------------------------------- | -------------------------------------------------------------------------------------------------- | -------------------------------------------------------------------------------------------------- | -------------------------------------------------------------------------------------------------- | -------------------------------------------------------------------------------------------------- |
| 948                                                               | 1                                                                 | 18. november 2018                                                 | Wisła                                                             | Malinka HS134 (nočna)                                             | VE 675                                                            | Jevgenij Klimov                                                                                    | Stephan Leyhe                                                                                      | Rjoju Kobajaši                                                                                     | Jevgenij Klimov                                                                                    | [ 2 ]                                                                                              |
| 949                                                               | 2                                                                 | 24. november 2018                                                 | Ruka                                                              | Rukatunturi HS142 (nočna)                                         | VE 676                                                            | Rjoju Kobajaši                                                                                     | Kamil Stoch                                                                                        | Piotr Żyła                                                                                         | Rjoju Kobajaši                                                                                     | [ 3 ]                                                                                              |
| 950                                                               | 3                                                                 | 25. november 2018                                                 | Ruka                                                              | Rukatunturi HS142 (nočna)                                         | VE 677                                                            | Rjoju Kobajaši                                                                                     | Andreas Wellinger                                                                                  | Kamil Stoch                                                                                        | Rjoju Kobajaši                                                                                     | [ 4 ]                                                                                              |
| 951                                                               | 4                                                                 | 1. december 2018                                                  | Nižni Tagil                                                       | Tramplin Stork HS134 (nočna)                                      | VE 678                                                            | Johann André Forfang                                                                               | Piotr Żyła                                                                                         | Rjoju Kobajaši                                                                                     | Rjoju Kobajaši                                                                                     | [ 5 ]                                                                                              |
| 952                                                               | 5                                                                 | 2. december 2018                                                  | Nižni Tagil                                                       | Tramplin Stork HS134 (nočna)                                      | VE 679                                                            | Rjoju Kobajaši                                                                                     | Johann André Forfang                                                                               | Piotr Żyła                                                                                         | Rjoju Kobajaši                                                                                     | [ 6 ]                                                                                              |
|                                                                   |                                                                   | 9. december 2018                                                  | Titisee-Neustadt                                                  | Hochfirstschanze HS142 (nočna)                                    | VE odp                                                            | pretoplo vreme in pomanjkanje snega; prestavljeno kot tekma poletov v Oberstdorf 1. februarja 2019 | pretoplo vreme in pomanjkanje snega; prestavljeno kot tekma poletov v Oberstdorf 1. februarja 2019 | pretoplo vreme in pomanjkanje snega; prestavljeno kot tekma poletov v Oberstdorf 1. februarja 2019 | pretoplo vreme in pomanjkanje snega; prestavljeno kot tekma poletov v Oberstdorf 1. februarja 2019 | pretoplo vreme in pomanjkanje snega; prestavljeno kot tekma poletov v Oberstdorf 1. februarja 2019 |
| 953                                                               | 6                                                                 | 15. december 2018                                                 | Engelberg                                                         | Gross-Titlis-Schanze HS140 (nočna)                                | VE 680                                                            | Karl Geiger                                                                                        | Piotr Żyła                                                                                         | Daniel Huber                                                                                       | Rjoju Kobajaši                                                                                     | [ 7 ]                                                                                              |
| 954                                                               | 7                                                                 | 16. december 2018                                                 | Engelberg                                                         | Gross-Titlis-Schanze HS140                                        | VE 681                                                            | Rjoju Kobajaši                                                                                     | Piotr Żyła                                                                                         | Kamil Stoch                                                                                        | Rjoju Kobajaši                                                                                     | [ 8 ]                                                                                              |
|                                                                   |                                                                   |                                                                   |                                                                   |                                                                   |                                                                   | | | | | |
| 955                                                               | 8                                                                 | 30. december 2018                                                 | Oberstdorf                                                        | Schattenbergschanze HS137 (nočna)                                 | VE 682                                                            | Rjoju Kobajaši                                                                                     | Markus Eisenbichler                                                                                | Stefan Kraft                                                                                       | Rjoju Kobajaši                                                                                     | [ 9 ]                                                                                              |
| 956                                                               | 9                                                                 | 1. januar 2019                                                    | Garmisch-Partenkirchen                                            | Große Olympiaschanze HS142                                        | VE 683                                                            | Rjoju Kobajaši                                                                                     | Markus Eisenbichler                                                                                | Dawid Kubacki                                                                                      | Rjoju Kobajaši                                                                                     | [ 10 ]                                                                                             |
| 957                                                               | 10                                                                | 4. januar 2019                                                    | Innsbruck                                                         | Bergiselschanze HS130                                             | VE 684                                                            | Rjoju Kobajaši                                                                                     | Stefan Kraft                                                                                       | Andreas Stjernen                                                                                   | Rjoju Kobajaši                                                                                     | [ 11 ]                                                                                             |
| 958                                                               | 11                                                                | 6. januar 2019                                                    | Bischofshofen                                                     | Paul-Ausserleitner-Schanze HS142 (nočna)                          | VE 685                                                            | Rjoju Kobajaši                                                                                     | Dawid Kubacki                                                                                      | Stefan Kraft                                                                                       | Rjoju Kobajaši                                                                                     | [ 12 ]                                                                                             |
| 67. Novoletna turneja skupno (30. december 2018 – 6. januar 2019) | 67. Novoletna turneja skupno (30. december 2018 – 6. januar 2019) | 67. Novoletna turneja skupno (30. december 2018 – 6. januar 2019) | 67. Novoletna turneja skupno (30. december 2018 – 6. januar 2019) | 67. Novoletna turneja skupno (30. december 2018 – 6. januar 2019) | 67. Novoletna turneja skupno (30. december 2018 – 6. januar 2019) | Rjoju Kobajaši                                                                                     | Markus Eisenbichler                                                                                | Stephan Leyhe                                                                                      | | |
|                                                                   |                                                                   |                                                                   |                                                                   |                                                                   |                                                                   | | | | | |
| 959                                                               | 12                                                                | 12. januar 2019                                                   | Val di Fiemme                                                     | Trampolino dal Ben HS135 (nočna)                                  | VE 686                                                            | Rjoju Kobajaši                                                                                     | Dawid Kubacki                                                                                      | Kamil Stoch                                                                                        | Rjoju Kobajaši                                                                                     | [ 13 ]                                                                                             |
| 960                                                               | 13                                                                | 13. januar 2019                                                   | Val di Fiemme                                                     | Trampolino dal Ben HS135 (nočna)                                  | VE 687                                                            | Dawid Kubacki                                                                                      | Stefan Kraft                                                                                       | Kamil Stoch                                                                                        | Rjoju Kobajaši                                                                                     | [ 14 ]                                                                                             |
| 961                                                               | 14                                                                | 20. januar 2019                                                   | Zakopane                                                          | Wielka Krokiew HS140 (nočna)                                      | VE 688                                                            | Stefan Kraft                                                                                       | Robert Johansson                                                                                   | Jukija Sato                                                                                        | Rjoju Kobajaši                                                                                     | [ 15 ]                                                                                             |
| 962                                                               | 15                                                                | 26. januar 2019                                                   | Saporo                                                            | Ōkurayama HS137 (nočna)                                           | VE 689                                                            | Stefan Kraft                                                                                       | Kamil Stoch                                                                                        | Robert Johansson                                                                                   | Rjoju Kobajaši                                                                                     | [ 16 ]                                                                                             |
| 963                                                               | 16                                                                | 27. januar 2019                                                   | Saporo                                                            | Ōkurayama HS137                                                   | VE 690                                                            | Stefan Kraft                                                                                       | Timi Zajc                                                                                          | Rjoju Kobajaši                                                                                     | Rjoju Kobajaši                                                                                     | [ 17 ]                                                                                             |
| 964                                                               | 17                                                                | 1. februar 2019                                                   | Oberstdorf                                                        | Heini-Klopfer-Skiflugschanze HS235 (nočna)                        | LE 120                                                            | Timi Zajc                                                                                          | Dawid Kubacki                                                                                      | Markus Eisenbichler                                                                                | Rjoju Kobajaši                                                                                     | [ 18 ]                                                                                             |
| 965                                                               | 18                                                                | 2. februar 2019                                                   | Oberstdorf                                                        | Heini-Klopfer-Skiflugschanze HS235 (nočna)                        | LE 121                                                            | Rjoju Kobajaši                                                                                     | Markus Eisenbichler                                                                                | Stefan Kraft                                                                                       | Rjoju Kobajaši                                                                                     | [ 19 ]                                                                                             |
| 966                                                               | 19                                                                | 3. februar 2019                                                   | Oberstdorf                                                        | Heini-Klopfer-Skiflugschanze HS235 (nočna)                        | LE 122                                                            | Kamil Stoch                                                                                        | Jevgenij Klimov                                                                                    | Dawid Kubacki                                                                                      | Rjoju Kobajaši                                                                                     | [ 20 ]                                                                                             |
| 967                                                               | 20                                                                | 10. februar 2019                                                  | Lahti                                                             | Salpausselkä HS130                                                | VE 691                                                            | Kamil Stoch                                                                                        | Rjoju Kobajaši                                                                                     | Robert Johansson                                                                                   | Rjoju Kobajaši                                                                                     | [ 21 ]                                                                                             |
|                                                                   |                                                                   |                                                                   |                                                                   |                                                                   |                                                                   | | | | | |
| Q                                                                 | Q                                                                 | 15. februar 2019                                                  | Willingen                                                         | Mühlenkopfschanze HS145 (nočna)                                   | VE Kva                                                            | Markus Eisenbichler                                                                                | Piotr Żyła                                                                                         | Stefan Kraft                                                                                       | kvalifikacijska serija                                                                             | [ 22 ]                                                                                             |
| 968                                                               | 21                                                                | 16. februar 2019                                                  | Willingen                                                         | Mühlenkopfschanze HS145                                           | VE 692                                                            | Karl Geiger                                                                                        | Kamil Stoch                                                                                        | Rjoju Kobajaši                                                                                     | Rjoju Kobajaši                                                                                     | [ 23 ]                                                                                             |
| 969                                                               | 22                                                                | 17. februar 2019                                                  | Willingen                                                         | Mühlenkopfschanze HS145                                           | VE 693                                                            | Rjoju Kobajaši                                                                                     | Markus Eisenbichler                                                                                | Piotr Żyła                                                                                         | Rjoju Kobajaši                                                                                     | [ 24 ]                                                                                             |
| 2. Willingen Five skupno (15.–17. februar)                        | 2. Willingen Five skupno (15.–17. februar)                        | 2. Willingen Five skupno (15.–17. februar)                        | 2. Willingen Five skupno (15.–17. februar)                        | 2. Willingen Five skupno (15.–17. februar)                        | 2. Willingen Five skupno (15.–17. februar)                        | Rjoju Kobajaši                                                                                     | Piotr Żyła                                                                                         | Karl Geiger                                                                                        | | |
|                                                                   |                                                                   |                                                                   |                                                                   |                                                                   |                                                                   | | | | | |
| Svetovno prvenstvo v nordijskem smučanju 2019                     |                                                                   |                                                                   |                                                                   |                                                                   |                                                                   | | | | | |
|                                                                   |                                                                   |                                                                   |                                                                   |                                                                   |                                                                   | | | | | |
| Q                                                                 | Q                                                                 | 8. marec 2019                                                     | Oslo                                                              | Holmenkollbakken HS134 (nočna)                                    | VE Kva                                                            | Robert Johansson                                                                                   | Kamil Stoch                                                                                        | Timi Zajc                                                                                          | kvalifikacijska serija                                                                             | [ 25 ]                                                                                             |
| ekipno                                                            | ekipno                                                            | 9. marec 2019                                                     | Oslo                                                              | Holmenkollbakken HS134                                            | VE Ekt                                                            | Robert Johansson                                                                                   | Rjoju Kobajaši                                                                                     | Markus Eisenbichler                                                                                | ena serija ekipno                                                                                  | |
| 970                                                               | 23                                                                | 10. marec 2019                                                    | Oslo                                                              | Holmenkollbakken HS134                                            | VE 694                                                            | Robert Johansson                                                                                   | Stefan Kraft                                                                                       | Peter Prevc                                                                                        | Rjoju Kobajaši                                                                                     | [ 26 ]                                                                                             |
| Q                                                                 | Q                                                                 | 11. marec 2019                                                    | Lillehammer                                                       | Lysgårdsbakken HS140 (nočna)                                      | VE Kva                                                            | Džunširo Kobajaši                                                                                  | Rjoju Kobajaši                                                                                     | Johann André Forfang                                                                               | kvalifikacijska serija                                                                             | [ 27 ]                                                                                             |
| 971                                                               | 24                                                                | 12. marec 2019                                                    | Lillehammer                                                       | Lysgårdsbakken HS140 (nočna)                                      | VE 695                                                            | Stefan Kraft                                                                                       | Robert Johansson                                                                                   | Rjoju Kobajaši                                                                                     | Rjoju Kobajaši                                                                                     | [ 28 ]                                                                                             |
| Q                                                                 | Q                                                                 | 13. marec 2019                                                    | Trondheim                                                         | Granåsen HS138 (nočna)                                            | VE Kva                                                            | Stefan Kraft                                                                                       | Rjoju Kobajaši                                                                                     | Dawid Kubacki                                                                                      | kvalifikacijska serija                                                                             | [ 29 ]                                                                                             |
| 972                                                               | 25                                                                | 14. marec 2019                                                    | Trondheim                                                         | Granåsen HS138 (nočna)                                            | VE 696                                                            | Rjoju Kobajaši                                                                                     | Andreas Stjernen                                                                                   | Stefan Kraft                                                                                       | Rjoju Kobajaši                                                                                     | [ 30 ]                                                                                             |
| Q                                                                 | Q                                                                 | 15. marec 2019                                                    | Vikersund                                                         | Vikersundbakken HS240 (nočna)                                     | LE Kva                                                            | Rjoju Kobajaši                                                                                     | Stefan Kraft                                                                                       | Markus Eisenbichler                                                                                | kvalifikacijska serija                                                                             | [ 31 ]                                                                                             |
| ekipno                                                            | ekipno                                                            | 16 March 2019                                                     | Vikersund                                                         | Vikersundbakken HS240                                             | LE Ekt                                                            | Domen Prevc                                                                                        | Stefan Kraft                                                                                       | Rjoju Kobajaši                                                                                     | dve seriji ekipno                                                                                  | |
| 973                                                               | 26                                                                | 17. marec 2019                                                    | Vikersund                                                         | Vikersundbakken HS240                                             | LE 123                                                            | Domen Prevc                                                                                        | Rjoju Kobajaši                                                                                     | Stefan Kraft                                                                                       | Rjoju Kobajaši                                                                                     | [ 32 ]                                                                                             |
| 3. Raw Air skupno (8.–17. marec)                                  | 3. Raw Air skupno (8.–17. marec)                                  | 3. Raw Air skupno (8.–17. marec)                                  | 3. Raw Air skupno (8.–17. marec)                                  | 3. Raw Air skupno (8.–17. marec)                                  | 3. Raw Air skupno (8.–17. marec)                                  | Rjoju Kobajaši                                                                                     | Stefan Kraft                                                                                       | Robert Johansson                                                                                   | | |
|                                                                   |                                                                   |                                                                   |                                                                   |                                                                   |                                                                   | | | | | |
| Q                                                                 | Q                                                                 | 21. marec 2019                                                    | Planica                                                           | Letalnica bratov Gorišek HS240                                    | LE Kva                                                            | Rjoju Kobajaši                                                                                     | Markus Eisenbichler                                                                                | Timi Zajc                                                                                          | kvalifikacijska serija                                                                             | [ 33 ]                                                                                             |
| 974                                                               | 27                                                                | 22. marec 2019                                                    | Planica                                                           | Letalnica bratov Gorišek HS240                                    | LE 124                                                            | Markus Eisenbichler                                                                                | Rjoju Kobajaši                                                                                     | Piotr Żyła                                                                                         | Rjoju Kobajaši                                                                                     | [ 34 ]                                                                                             |
| ekipno                                                            | ekipno                                                            | 23. marec 2019                                                    | Planica                                                           | Letalnica bratov Gorišek HS240                                    | LE Ekt                                                            | Rjoju Kobajaši                                                                                     | Markus Eisenbichler                                                                                | Timi Zajc                                                                                          | dve seriji ekipno                                                                                  | |
| 975                                                               | 28                                                                | 24. marec 2019                                                    | Planica                                                           | Letalnica bratov Gorišek HS240                                    | LE 125                                                            | Rjoju Kobajaši                                                                                     | Domen Prevc                                                                                        | Markus Eisenbichler                                                                                | Rjoju Kobajaši                                                                                     | [ 35 ]                                                                                             |
| 2. Planica7 skupno (21.–24. marec)                                | 2. Planica7 skupno (21.–24. marec)                                | 2. Planica7 skupno (21.–24. marec)                                | 2. Planica7 skupno (21.–24. marec)                                | 2. Planica7 skupno (21.–24. marec)                                | 2. Planica7 skupno (21.–24. marec)                                | Rjoju Kobajaši                                                                                     | Markus Eisenbichler                                                                                | Timi Zajc                                                                                          | | |
|                                                                   |                                                                   |                                                                   |                                                                   |                                                                   |                                                                   | | | | | |

### Ženske
| Šte.                                                          | Sezona                                                        | Datum                                                         | Kraj                                                          | Skakalnica                                                    | Tekma                                                         | Zmagovalka                               | Druga                                    | Tretja                                   | Rumena majica                            | Ref.                                     |
| ------------------------------------------------------------- | ------------------------------------------------------------- | ------------------------------------------------------------- | ------------------------------------------------------------- | ------------------------------------------------------------- | ------------------------------------------------------------- | ---------------------------------------- | ---------------------------------------- | ---------------------------------------- | ---------------------------------------- | ---------------------------------------- |
|                                                               |                                                               |                                                               |                                                               |                                                               |                                                               |                                          |                                          |                                          |                                          |                                          |
| 112                                                           | 1                                                             | 30. november 2018                                             | Lillehammer                                                   | Lysgårdsbakken HS98                                           | SR 102                                                        | Juliane Seyfarth                         | Maren Lundby                             | Sara Takanaši                            | Juliane Seyfarth                         | [ 36 ]                                   |
| 113                                                           | 2                                                             | 1. december 2018                                              | Lillehammer                                                   | Lysgårdsbakken HS98                                           | SR 103                                                        | Lidija Jakovljeva                        | Maren Lundby                             | Ema Klinec                               | Maren Lundby                             | [ 37 ]                                   |
| 114                                                           | 3                                                             | 2. december 2018                                              | Lillehammer                                                   | Lysgårdsbakken HS140                                          | VE 011                                                        | Katharina Althaus                        | Ramona Straub                            | Daniela Iraschko-Stolz                   | Katharina Althaus                        | [ 38 ]                                   |
| 2. Lillehammerski trojček skupno (30. november – 2. december) | 2. Lillehammerski trojček skupno (30. november – 2. december) | 2. Lillehammerski trojček skupno (30. november – 2. december) | 2. Lillehammerski trojček skupno (30. november – 2. december) | 2. Lillehammerski trojček skupno (30. november – 2. december) | 2. Lillehammerski trojček skupno (30. november – 2. december) | Katharina Althaus                        | Juliane Seyfarth                         | Ramona Straub                            |                                          |                                          |
|                                                               |                                                               |                                                               |                                                               |                                                               |                                                               |                                          |                                          |                                          |                                          |                                          |
|                                                               |                                                               | 9. december 2018                                              | Titisee-Neustadt                                              | Hochfirstschanze HS142                                        | VE odp                                                        | pretoplo vreme, dež in pomanjkanje snega | pretoplo vreme, dež in pomanjkanje snega | pretoplo vreme, dež in pomanjkanje snega | pretoplo vreme, dež in pomanjkanje snega | pretoplo vreme, dež in pomanjkanje snega |
| 115                                                           | 4                                                             | 15. december 2018                                             | Prémanon                                                      | Les Tuffes HS90                                               | SR 104                                                        | Katharina Althaus                        | Sara Takanaši                            | Ema Klinec                               | Katharina Althaus                        | [ 39 ]                                   |
| 116                                                           | 5                                                             | 16. december 2018                                             | Prémanon                                                      | Les Tuffes HS90                                               | SR 105                                                        | Katharina Althaus                        | Maren Lundby                             | Sara Takanaši                            | Katharina Althaus                        | [ 40 ]                                   |
| 117                                                           | 6                                                             | 12 January 2019                                               | Saporo                                                        | Ōkurayama HS137 (nočna)                                       | VE 013                                                        | Daniela Iraschko-Stolz                   | Juliane Seyfarth                         | Maren Lundby                             | Katharina Althaus                        | [ 41 ]                                   |
| 118                                                           | 7                                                             | 13. januar 2019                                               | Saporo                                                        | Ōkurayama HS137                                               | VE 014                                                        | Maren Lundby                             | Katharina Althaus                        | Juliane Seyfarth                         | Katharina Althaus                        | [ 42 ]                                   |
| 119                                                           | 8                                                             | 18 January 2019                                               | Zaō                                                           | Yamagata HS102 (nočna)                                        | SR 106                                                        | Daniela Iraschko-Stolz                   | Sara Takanaši                            | Katharina Althaus                        | Katharina Althaus                        | [ 43 ]                                   |
| 120                                                           | 9                                                             | 20. januar 2019                                               | Zaō                                                           | Yamagata HS102 (nočna)                                        | SR 107                                                        | Maren Lundby                             | Anna Odine Strøm                         | Carina Vogt                              | Katharina Althaus                        | [ 44 ]                                   |
| 121                                                           | 10                                                            | 26. januar 2019                                               | Râșnov                                                        | Trambulina Valea Cărbunării HS97                              | SR 108                                                        | Maren Lundby                             | Katharina Althaus                        | Sara Takanaši                            | Katharina Althaus                        | [ 45 ]                                   |
| 122                                                           | 11                                                            | 27. januar 2019                                               | Râșnov                                                        | Trambulina Valea Cărbunării HS97                              | SR 109                                                        | Maren Lundby                             | Carina Vogt                              | Juliane Seyfarth                         | Maren Lundby                             | [ 46 ]                                   |
| 123                                                           | 12                                                            | 2. februar 2019                                               | Hinzenbach                                                    | Aigner-Schanze HS90                                           | SR 110                                                        | Maren Lundby                             | Juliane Seyfarth                         | Katharina Althaus                        | Maren Lundby                             | [ 47 ]                                   |
| 124                                                           | 13                                                            | 3. februar 2019                                               | Hinzenbach                                                    | Aigner-Schanze HS90                                           | SR 111                                                        | Maren Lundby                             | Sara Takanaši                            | Katharina Althaus                        | Maren Lundby                             | [ 48 ]                                   |
| 125                                                           | 14                                                            | 8. februar 2019                                               | Ljubno ob Savinji                                             | Skakalni center Savina HS94                                   | SR 112                                                        | Maren Lundby                             | Sara Takanaši                            | Urša Bogataj                             | Maren Lundby                             | [ 49 ]                                   |
| 126                                                           | 15                                                            | 10. februar 2019                                              | Ljubno ob Savinji                                             | Skakalni center Savina HS94                                   | SR 113                                                        | Sara Takanaši                            | Maren Lundby                             | Juliane Seyfarth                         | Maren Lundby                             | [ 50 ]                                   |
| 127                                                           | 16                                                            | 16. februar 2019                                              | Oberstdorf                                                    | Schattenbergschanze HS137                                     | VE 015                                                        | Maren Lundby                             | Katharina Althaus                        | Urša Bogataj                             | Maren Lundby                             | [ 51 ]                                   |
| 128                                                           | 17                                                            | 17. februar 2019                                              | Oberstdorf                                                    | Schattenbergschanze HS137                                     | VE 016                                                        | Maren Lundby                             | Juliane Seyfarth                         | Sara Takanaši                            | Maren Lundby                             | [ 52 ]                                   |
| Svetovno prvenstvo v nordijskem smučanju 2019                 |                                                               |                                                               |                                                               |                                                               |                                                               |                                          |                                          |                                          |                                          |                                          |
|                                                               |                                                               |                                                               |                                                               |                                                               |                                                               |                                          |                                          |                                          |                                          |                                          |
| Q                                                             | Q                                                             | 9. marec 2019                                                 | Oslo                                                          | Holmenkollbakken HS134                                        | VE Kva                                                        | Maren Lundby                             | Katharina Althaus                        | Juliane Seyfarth                         | kvalifikacijska serija                   |                                          |
| 129                                                           | 18                                                            | 10. marec 2019                                                | Oslo                                                          | Holmenkollbakken HS134                                        | VE 017                                                        | Daniela Iraschko-Stolz                   | Juliane Seyfarth                         | Katharina Althaus                        | Maren Lundby                             |                                          |
| Q                                                             | Q                                                             | 11. marec 2019                                                | Lillehammer                                                   | Lysgårdsbakken HS140 (nočna)                                  | VE Kva                                                        | Maren Lundby                             | Katharina Althaus Nika Križnar           |                                          | kvalifikacijska serija                   |                                          |
| 130                                                           | 19                                                            | 12. marec 2019                                                | Lillehammer                                                   | Lysgårdsbakken HS140 (nočna)                                  | VE 018                                                        | Maren Lundby                             | Katharina Althaus                        | Eva Pinkelnig                            | Maren Lundby                             |                                          |
| Q                                                             | Q                                                             | 13. marec 2019                                                | Trondheim                                                     | Granåsen HS138 (nočna)                                        | VE Kva                                                        | Maren Lundby                             | Eva Pinkelnig                            | Juki Ito                                 | kvalifikacijska serija                   |                                          |
| 131                                                           | 20                                                            | 14. marec 2019                                                | Trondheim                                                     | Granåsen HS138                                                | VE 019                                                        | Maren Lundby                             | Juliane Seyfarth                         | Eva Pinkelnig                            | Maren Lundby                             |                                          |
| 1. ženski Raw Air skupno (9.–14. marec)                       | 1. ženski Raw Air skupno (9.–14. marec)                       | 1. ženski Raw Air skupno (9.–14. marec)                       | 1. ženski Raw Air skupno (9.–14. marec)                       | 1. ženski Raw Air skupno (9.–14. marec)                       | 1. ženski Raw Air skupno (9.–14. marec)                       | Maren Lundby                             | Katharina Althaus                        | Juliane Seyfarth                         |                                          |                                          |
|                                                               |                                                               |                                                               |                                                               |                                                               |                                                               |                                          |                                          |                                          |                                          |                                          |
| 132                                                           | 21                                                            | 16. marec 2019                                                | Nižni Tagil                                                   | Tramplin Stork HS97                                           | SR 114                                                        | Juliane Seyfarth                         | Maren Lundby                             | Anna Odine Strøm                         | Maren Lundby                             |                                          |
| 133                                                           | 22                                                            | 17. marec 2019                                                | Nižni Tagil                                                   | Tramplin Stork HS97                                           | SR 115                                                        | Juliane Seyfarth                         | Maren Lundby                             | Katharina Althaus                        | Maren Lundby                             |                                          |
| 134                                                           | 23                                                            | 23. marec 2019                                                | Čajkovski                                                     | Snežinka HS102                                                | SR 116                                                        | Juliane Seyfarth                         | Katharina Althaus                        | Sara Takanaši                            | Maren Lundby                             |                                          |
| 135                                                           | 24                                                            | 24. marec 2019                                                | Čajkovski                                                     | Snežinka HS140                                                | VE 020                                                        | Maren Lundby                             | Juliane Seyfarth                         | Nika Križnar                             | Maren Lundby                             |                                          |
| 1. Russia Tour Blue Bird skupno (16.–24. marec)               | 1. Russia Tour Blue Bird skupno (16.–24. marec)               | 1. Russia Tour Blue Bird skupno (16.–24. marec)               | 1. Russia Tour Blue Bird skupno (16.–24. marec)               | 1. Russia Tour Blue Bird skupno (16.–24. marec)               | 1. Russia Tour Blue Bird skupno (16.–24. marec)               | Juliane Seyfarth                         | Maren Lundby                             | Katharina Althaus                        |                                          |                                          |
|                                                               |                                                               |                                                               |                                                               |                                                               |                                                               |                                          |                                          |                                          |                                          |                                          |

### Ekipno moški
| Šte. | Sezona | Datum             | Kraj             | Skakalnica                     | Tekma  | Zmagovalci                                                                            | Drugi                                                                            | Tretji                                                                           | Rumena majica                                                                    | Ref.                                                                             |
| ---- | ------ | ----------------- | ---------------- | ------------------------------ | ------ | ------------------------------------------------------------------------------------- | -------------------------------------------------------------------------------- | -------------------------------------------------------------------------------- | -------------------------------------------------------------------------------- | -------------------------------------------------------------------------------- |
| 96   | 1      | 17. november 2018 | Wisła            | Malinka HS134 (nočna)          | VE 073 | PoljskaPiotr Żyła Jakub Wolny Dawid Kubacki Kamil Stoch                               | NemčijaKarl Geiger · Markus Eisenbichler · Stephan Leyhe · Richard Freitag ·     | AvstrijaMichael Hayböck · Clemens Aigner · Daniel Huber · Stefan Kraft ·         | Poljska                                                                          | [ 53 ]                                                                           |
|      |        | 8. december 2018  | Titisee-Neustadt | Hochfirstschanze HS142 (nočna) | VE odp | pretoplo vreme in pomanjkanje snega; prestavljeno v Willingen 15. februarja 2019      | pretoplo vreme in pomanjkanje snega; prestavljeno v Willingen 15. februarja 2019 | pretoplo vreme in pomanjkanje snega; prestavljeno v Willingen 15. februarja 2019 | pretoplo vreme in pomanjkanje snega; prestavljeno v Willingen 15. februarja 2019 | pretoplo vreme in pomanjkanje snega; prestavljeno v Willingen 15. februarja 2019 |
| 97   | 2      | 19. januar 2019   | Zakopane         | Wielka Krokiew HS140 (nočna)   | VE 075 | NemčijaKarl Geiger · Markus Eisenbichler · David Siegel · Stephan Leyhe ·             | AvstrijaDaniel Huber · Jan Hörl · Michael Hayböck · Stefan Kraft ·               | PoljskaPiotr Żyła Maciej Kot Kamil Stoch Dawid Kubacki                           | Poljska                                                                          | [ 54 ]                                                                           |
| 98   | 3      | 9. februar 2019   | Lahti            | Salpausselkä HS130 (nočna)     | VE 076 | AvstrijaPhilipp Aschenwald · Gregor Schlierenzauer · Michael Hayböck · Stefan Kraft · | NemčijaKarl Geiger · Richard Freitag · Andreas Wellinger · Stephan Leyhe ·       | JaponskaJukija Sato Daiki Ito Džunširo Kobajaši Rjoju Kobajaši                   | Poljska                                                                          | [ 55 ]                                                                           |
| 99   | 4      | 15. februar 2019  | Willingen        | Mühlenkopfschanze HS145        | VE 077 | PoljskaPiotr Żyła Jakub Wolny Dawid Kubacki Kamil Stoch                               | NemčijaKarl Geiger · Richard Freitag · Markus Eisenbichler · Stephan Leyhe ·     | SlovenijaAnže Semenič Peter Prevc Jernej Damjan Timi Zajc                        | Poljska                                                                          | [ 56 ]                                                                           |
|      |        |                   |                  |                                |        |                                                                                       |                                                                                  |                                                                                  |                                                                                  |                                                                                  |
| 100  | 5      | 9. marec 2019     | Oslo             | Holmenkollbakken HS134 (nočna) | VE 078 | NorveškaJohann André Forfang Robin Pedersen Marius Lindvik Robert Johansson           | JaponskaJukija Sato Noriaki Kasai Džunširo Kobajaši Rjoju Kobajaši               | AvstrijaMichael Hayböck · Manuel Fettner · Philipp Aschenwald · Stefan Kraft ·   | Poljska                                                                          | [ 57 ]                                                                           |
| 101  | 6      | 16. marec 2019    | Vikersund        | Vikersundbakken HS240 (nočna)  | LE 022 | SlovenijaAnže Semenič Peter Prevc Domen Prevc Timi Zajc                               | NemčijaConstantin Schmid · Richard Freitag · Karl Geiger · Markus Eisenbichler · | AvstrijaMichael Hayböck · Philipp Aschenwald · Daniel Huber · Stefan Kraft ·     | Poljska                                                                          | [ 58 ]                                                                           |
|      |        |                   |                  |                                |        |                                                                                       |                                                                                  |                                                                                  |                                                                                  |                                                                                  |
| 102  | 7      | 23. marec 2019    | Planica          | Letalnica bratov Gorišek HS240 | LE 023 | PoljskaJakub Wolny Kamil Stoch Dawid Kubacki Piotr Żyła                               | NemčijaKarl Geiger · Constantin Schmid · Richard Freitag · Markus Eisenbichler · | SlovenijaAnže Semenič Peter Prevc Domen Prevc Timi Zajc                          | Poljska                                                                          | [ 59 ]                                                                           |
|      |        |                   |                  |                                |        |                                                                                       |                                                                                  |                                                                                  |                                                                                  |                                                                                  |

### Ekipno ženske
| Šte. | Sezona | Datum           | Kraj              | Skakalnica             | Tekma  | Zmagovalke                                                                   | Druge                                                                                        | Tretje                                                                          | Rumena majica | Ref.   |
| ---- | ------ | --------------- | ----------------- | ---------------------- | ------ | ---------------------------------------------------------------------------- | -------------------------------------------------------------------------------------------- | ------------------------------------------------------------------------------- | ------------- | ------ |
| 3    | 1      | 19. januar 2019 | Zaō               | Yamagata HS102 (nočna) | SR 003 | NemčijaJuliane Seyfarth · Ramona Straub · Carina Vogt · Katharina Althaus ·  | AvstrijaJacqueline Seifriedsberger · Eva Pinkelnig · Chiara Hölzl · Daniela Iraschko-Stolz · | JaponskaJuki Ito Juka Seto Kaori Ivabuči Sara Takanaši                          | Nemčija       | [ 60 ] |
| 4    | 2      | 9. februar 2019 | Ljubno ob Savinji | Savina HS94            | SR 004 | NemčijaCarina Vogt · Anna Rupprecht · Juliane Seyfarth · Katharina Althaus · | SlovenijaJerneja Brecl Špela Rogelj Nika Križnar Urša Bogataj                                | AvstrijaJacqueline Seifriedsberger · Lisa Eder · Chiara Hölzl · Eva Pinkelnig · | Nemčija       | [ 61 ] |

## Moška lestvica
| Uvr. | po 28 tekmah         | Točke |
| ---- | -------------------- | ----- |
| 1    | Rjoju Kobajaši       | 2085  |
| 2    | Stefan Kraft         | 1349  |
| 3    | Kamil Stoch          | 1288  |
| 4    | Piotr Żyła           | 1131  |
| 5    | Dawid Kubacki        | 988   |
| 6    | Robert Johansson     | 974   |
| 7    | Markus Eisenbichler  | 937   |
| 8    | Johann André Forfang | 892   |
| 9    | Timi Zajc            | 833   |
| 10   | Karl Geiger          | 765   |

| Uvr. | po 35 tekmah | Točke |
| ---- | ------------ | ----- |
| 1    | Poljska      | 6083  |
| 2    | Nemčija      | 5650  |
| 3    | Japonska     | 4813  |
| 4    | Avstrija     | 4530  |
| 5    | Norveška     | 3943  |
| 6    | Slovenija    | 3736  |
| 7    | Švica        | 1467  |
| 8    | Češka        | 1056  |
| 9    | Rusija       | 867   |
| 10   | Finska       | 396   |

| Uvr. | po 35 tekmah         | CHF     |
| ---- | -------------------- | ------- |
| 1    | Rjoju Kobajaši       | 251,733 |
| 2    | Stefan Kraft         | 181,000 |
| 3    | Kamil Stoch          | 155,800 |
| 4    | Piotr Żyła           | 142,850 |
| 5    | Markus Eisenbichler  | 136,800 |
| 6    | Dawid Kubacki        | 131,400 |
| 7    | Karl Geiger          | 111,450 |
| 8    | Robert Johansson     | 107,850 |
| 9    | Johann André Forfang | 104,650 |
| 10   | Timi Zajc            | 99,383  |

| Uvr. | po 4 tekmah         | Točke  |
| ---- | ------------------- | ------ |
| 1    | Rjoju Kobajaši      | 1098.0 |
| 2    | Markus Eisenbichler | 1035.9 |
| 3    | Stephan Leyhe       | 1014.1 |
| 4    | Dawid Kubacki       | 1010.8 |
| 5    | Roman Koudelka      | 1006.3 |
| 6    | Kamil Stoch         | 994.0  |
| 7    | Andreas Stjernen    | 988.0  |
| 8    | Robert Johansson    | 983.2  |
| 9    | Daniel Huber        | 970.4  |
| 10   | Killian Peier       | 959.3  |

| Uvr. | po 6 tekmah          | Točke |
| ---- | -------------------- | ----- |
| 1    | Rjoju Kobajaši       | 407   |
| 2    | Markus Eisenbichler  | 371   |
| 3    | Piotr Żyła           | 289   |
| 4    | Domen Prevc          | 271   |
| 5    | Dawid Kubacki        | 251   |
| 6    | Timi Zajc            | 250   |
| 7    | Kamil Stoch          | 244   |
| 8    | Stefan Kraft         | 228   |
| 9    | Johann André Forfang | 200   |
| 10   | Jevgenij Klimov      | 158   |

| Uvr. | po 10 tekem          | Točke  |
| ---- | -------------------- | ------ |
| 1    | Ryōyū Kobayashi      | 2461.5 |
| 2    | Stefan Kraft         | 2458.6 |
| 3    | Robert Johansson     | 2351.6 |
| 4    | Markus Eisenbichler  | 2296.8 |
| 5    | Johann André Forfang | 2265.3 |
| 6    | Simon Ammann         | 2196.5 |
| 7    | Dawid Kubacki        | 2196.0 |
| 8    | Jakub Wolny          | 2187.1 |
| 9    | Kamil Stoch          | 2147.6 |
| 10   | Evgeniy Klimov       | 2144.1 |

| Uvr. | po 3 tekmah     | Točke |
| ---- | --------------- | ----- |
| 1    | Rjoju Kobajaši  | 737.5 |
| 2    | Piotr Żyła      | 708.6 |
| 3    | Karl Geiger     | 708.0 |
| 4    | Kamil Stoch     | 697.4 |
| 5    | Dawid Kubacki   | 685.7 |
| 6    | Timi Zajc       | 683.3 |
| 7    | Stefan Kraft    | 671.8 |
| 8    | Evgeniy Klimov  | 670.1 |
| 9    | Richard Freitag | 669.8 |
| 10   | Killian Peier   | 664.5 |

| Uvr. | po 4 tekmah          | Točke  |
| ---- | -------------------- | ------ |
| 1    | Ryōyū Kobayashi      | 1601.3 |
| 2    | Markus Eisenbichler  | 1572.1 |
| 3    | Timi Zajc            | 1513.5 |
| 4    | Piotr Żyła           | 1507.4 |
| 5    | Domen Prevc          | 1499.8 |
| 6    | Karl Geiger          | 1446.9 |
| 7    | Dawid Kubacki        | 1446.2 |
| 8    | Simon Ammann         | 1431.7 |
| 9    | Johann Andre Forfang | 1428.6 |
| 10   | Jakub Wolny          | 1420.4 |

## Ženska lestvica
| Uvr. | po 24 tekmah           | Points |
| ---- | ---------------------- | ------ |
| 1    | Maren Lundby           | 1909   |
| 2    | Katharina Althaus      | 1493   |
| 3    | Juliane Seyfarth       | 1451   |
| 4    | Sara Takanaši          | 1190   |
| 5    | Nika Križnar           | 826    |
| 6    | Eva Pinkelnig          | 825    |
| 7    | Anna Odine Strøm       | 717    |
| 8    | Daniela Iraschko-Stolz | 701    |
| 9    | Carina Vogt            | 686    |
| 10   | Chiara Hölzl           | 644    |

| Uvr. | po 26 tekmah               | Točke |
| ---- | -------------------------- | ----- |
| 1    | Nemčija                    | 5220  |
| 2    | Norveška                   | 3443  |
| 3    | Avstrija                   | 3192  |
| 4    | Japonska                   | 2969  |
| 5    | Slovenija                  | 2751  |
| 6    | Rusija                     | 1753  |
| 7    | Italija                    | 624   |
| 8    | Francija                   | 423   |
| 9    | ZDA                        | 133   |
| 10   | Ljudska republika Kitajska | 107   |

| Uvr. | po 26 tekmah           | CHF    |
| ---- | ---------------------- | ------ |
| 1    | Maren Lundby           | 57,000 |
| 2    | Katharina Althaus      | 47,790 |
| 3    | Juliane Seyfarth       | 46,530 |
| 4    | Sara Takanaši          | 35,950 |
| 5    | Eva Pinkelnig          | 25,720 |
| 6    | Nika Križnar           | 25,530 |
| 7    | Carina Vogt            | 22,770 |
| 8    | Daniela Iraschko-Stolz | 21,780 |
| 9    | Anna Odine Strøm       | 21,255 |
| 10   | Chiara Hölzl           | 19,735 |

| Uvr. | po 3 tekmah            | Točke |
| ---- | ---------------------- | ----- |
| 1    | Katharina Althaus      | 750.4 |
| 2    | Juliane Seyfarth       | 729.6 |
| 3    | Ramona Straub          | 715.1 |
| 4    | Lidija Jakovljeva      | 713.9 |
| 5    | Daniela Iraschko-Stolz | 708.8 |
| 6    | Maren Lundby           | 699.8 |
| 7    | Eva Pinkelnig          | 698.3 |
| 8    | Carina Vogt            | 687.9 |
| 9    | Ema Klinec             | 685.4 |
| 10   | Nika Križnar           | 674.1 |

| Uvr. | po 6 tekmah            | Točke  |
| ---- | ---------------------- | ------ |
| 1    | Maren Lundby           | 1144.6 |
| 2    | Katharina Althaus      | 1088.1 |
| 3    | Juliane Seyfarth       | 1066.3 |
| 4    | Daniela Iraschko-Stolz | 1055.9 |
| 5    | Eva Pinkelnig          | 1033.8 |
| 6    | Juki Ito               | 972.2  |
| 7    | Sara Takanaši          | 971.1  |
| 8    | Chiara Hölzl           | 954.1  |
| 9    | Nika Križnar           | 948.7  |
| 10   | Anna Odine Strøm       | 938.9  |

| Uvr. | po 4 tekmah                | CHF   |
| ---- | -------------------------- | ----- |
| 1    | Juliane Seyfarth           | 959.9 |
| 2    | Maren Lundby               | 939.0 |
| 3    | Katharina Althaus          | 896.9 |
| 4    | Chiara Hölzl               | 861.3 |
| 5    | Nika Križnar               | 861.0 |
| 6    | Sara Takanaši              | 857.8 |
| 7    | Jacqueline Seifriedsberger | 848.5 |
| 8    | Urša Bogataj               | 841.4 |
| 9    | Eva Pinkelnig              | 841.2 |
| 10   | Juki Ito                   | 823.1 |

## Kvalifikacije
| Št. | Kraj                   | Kvalifikacije     | Tekma                | Velikost | Zmagovalec                     |
| --- | ---------------------- | ----------------- | -------------------- | -------- | ------------------------------ |
| 1   | Wisła                  | 17. movember 2018 | 19. movember 2018    | VE       | Evgeniy Klimov                 |
|     | Ruka                   | 24. november 2018 | 24. november 2018    | VE       | močan veter                    |
| 2   | Ruka                   | 25. november 2018 | 25. november 2018    | VE       | Stefan Kraft                   |
| 3   | Nižni Tagil            | 30. november 2018 | 1. december 2018     | VE       | Piotr Żyła                     |
| 4   | Nižni Tagil            | 2. december 2018  | 2. december 2018     | VE       | Rjoju Kobajaši                 |
|     | Titisee-Neustadt       | 7. december 2018  | 9. december 2018     | VE       | pomanjkanje snega              |
| 6   | Engelberg              | 14. december 2018 | 15. december 2018    | VE       | Rjoju Kobajaši                 |
| 7   | Engelberg              | 16. december 2018 | 16. december 2018    | VE       | Rjoju Kobajaši                 |
| 8   | Oberstdorf             | 29. december 2018 | 30. december 2018    | VE       | Stefan Kraft                   |
| 9   | Garmisch-Partenkirchen | 31. december 2018 | 1. januar 2019       | VE       | Dawid Kubacki                  |
| 10  | Innsbruck              | 3. januar 2019    | 4. januar 2019       | VE       | Rjoju Kobajaši                 |
| 11  | Bischofshofen          | 6. januar 2019    | 6. januar 2019       | VE       | Markus Eisenbichler            |
| 12  | Val di Fiemme          | 11. januar 2019   | 12. januar 2019      | VE       | Rjoju Kobajaši                 |
|     | Val di Fiemme          | 13. januar 2019   | 13. januar 2019      | VE       | močan veter; po 34 tekmovalcih |
| 13  | Zakopane               | 19. januar 2019   | 20. januar 2019      | VE       | Johann André Forfang           |
| 14  | Saporo                 | 25. januar 2019   | 26. januar 2019      | VE       | Stefan Kraft                   |
| 15  | Saporo                 | 27. januar 2019   | 27. januar 2019      | VE       | Rjoju Kobajaši                 |
| 16  | Oberstdorf             | 1. februar 2019   | 1. februar 2019      | LE       | Johann André Forfang           |
| 17  | Oberstdorf             | 2. februar 2019   | 2. februar 2019      | LE       | Markus Eisenbichler            |
| 18  | Oberstdorf             | 3. februar 2019   | 3. februar 2019      | LE       | Stefan Kraft                   |
| 19  | Lahti                  | 9. february 2019  | 10. february 2019    | VE       | Rjoju Kobajaši                 |
| 20  | Willingen              | 15. februar 2019  | 16.&17. februar 2019 | VE       | Markus Eisenbichler            |
| 21  | Oslo                   | 8. marec 2019     | 10. marec 2019       | VE       | Robert Johansson               |
| 22  | Lillehammer            | 11. marec 2019    | 12. marec 2019       | VE       | Džunširo Kobajaši              |
| 23  | Trondheim              | 13. marec 2019    | 14. marec 2019       | VE       | Stefan Kraft                   |
| 24  | Vikersund              | 15. marec 2019    | 17. marec 2019       | LE       | Rjoju Kobajaši                 |
| 25  | Planica                | 21. marec 2019    | 22. marec 2019       | LE       | Rjoju Kobajaši                 |

| Št.    | Kraj              | Kvalifikacije     | Tekma             | Velikost                        | Zmagovalka                |
| ------ | ----------------- | ----------------- | ----------------- | ------------------------------- | ------------------------- |
| 1      | Lillehammer       | 29. november 2018 | 30. november 2018 | SR                              | Sara Takanaši             |
| 2      | Lillehammer       | 1. december 2018  | 1. december 2018  | SR                              | Juliane Seyfarth          |
| 3      | Lillehammer       | 1. december 2018  | 2. december 2018  | VE                              | Ema Klinec                |
|        | Titisee-Neustadt  | 7. december 2018  | 8. december 2018  | VE                              | pomanjkanje snega         |
| 5      | Prémanon          | 14. december 2018 | 15. december 2018 | SR                              | Katharina Althaus         |
| 6      | Prémanon          | 16. december 2018 | 16. december 2018 | SR                              | Katharina Althaus         |
| 7      | Saporo            | 11. januar 2019   | 12. januar 2019   | SR                              | Maren Lundby              |
| 8      | Saporo            | 13. januar 2019   | 13. januar 2019   | VE                              | Ramona Straub             |
|        | Zaō               | 18. januar 2019   | 18. januar 2019   | VE                              | močan veter; vse ne tekmi |
| Zaō    | 20. januar 2019   | 20. januar 2019   | SR                | močan veter; vse ne tekmi       |                           |
| Râșnov | 25. januar 2019   | 26. januar 2019   | SR                | samo 41 tekmovalk; vse na tekmi |                           |
| Râșnov | 27. januar 2019   | 27. januar 2019   | SR                | samo 41 tekmovalk; vse na tekmi |                           |
| 9      | Hinzenbach        | 1. februar 2019   | 2. februar 2019   | SR                              | Maren Lundby              |
| 10     | Hinzenbach        | 3. februar 2019   | 3. februar 2019   | SR                              | Katharina Althaus         |
| 11     | Ljubno ob Savinji | 7. februar 2019   | 8. februar 2019   | SR                              | Katharina Althaus         |
| 12     | Ljubno ob Savinji | 9. februar 2019   | 9. februar 2019   | SR                              | močan veter; vse ne tekmi |
| 13     | Oberstdorf        | 15. februar 2019  | 16. februar 2019  | VE                              | Maren Lundby              |
| 14     | Oberstdorf        | 17. februar 2019  | 17. februar 2019  | VE                              | Katharina Althaus         |
| 15     | Oslo              | 9. marec 2019     | 10. marec 2019    | VE                              |                           |
| 16     | Lillehammer       | 11. marec 2019    | 12. marec 2019    | VE                              |                           |
| 17     | Trondheim         | 13. marec 2019    | 14. marec 2019    | VE                              |                           |
| 18     | Nižni Tagil       | 14. marec 2019    | 15. marec 2019    | SR                              |                           |
| 19     | Nižni Tagil       | 16. marec 2019    | 16. marec 2019    | SR                              |                           |
| 20     | Čajkovski         | 22. marec 2019    | 23. marec 2019    | SR                              |                           |

## Upokojitve
Naslednji skakalci iz svetovnega pokala so se upokojili v ali po sezoni 2018/19:
- Andreas Stjernen
- Robert Kranjec
- Davide Bresadola
- Sebastian Colloredo
- Kenneth Gangnes
- Tomaž Naglič
- Luca Egloff
- Andreas Kofler
- Lukáš Hlava
- Andreas Wank
- Tomáš Vančura